# Espírito Santo
Espírito Santo è uno Stato del Brasile situato nella parte sudorientale del Paese; la sua capitale è la città di Vitória.
Il suo principale centro economico è situato nella regione metropolitana di Grande Vitória (formata da Vitória, Vila Velha, Cariacica, Serra, Viana, Guarapari e Fundão).
Essendo uno Stato costiero, Espírito Santo attra una grande quantità di turisti durante l'estate. La città di Guarapari è particolarmente nota per le sue sabbie terapeutiche. Durante l'inverno il flusso turistico si concentra specialmente nelle varie municipalità della regione montuosa: Domingos Martins (distretto di Pedra Azul/Monte Blu), Venda Nova do Imigrante, Marechal Floriano, Vargem Alta, Alfredo Chaves (Matilde), Castelo (Monte Forno Grande), Afonso Cláudio (regione vicina a Pedra Azul), Santa Maria de Jetibá, Santa Teresa (Espírito Santo), Iúna, Guaçuí, Muniz Freire, Ibitirama, Divino de São Lourenço e Dores do Rio Preto (questi 6 ultimi comuni nel territorio del Parco Nazionale del Caparaò, la regione più alta del centro-sud del Brasile essendo il Pico da Bandeira (Monte della Bandiera) il punto più elevato della regione: 2892 m s.l.m.

## Geografia fisica
Con i suoi 46180 km² ha un'estensione pari a quella dell'Estonia o alla metà del Portogallo e possiede una varietà di habitat incluse pianure costiere, laghi, foreste montane, mangrovie ecc.
Allo Stato di Espirito Santo appartiene anche l'isola di Trindade e Martim Vaz situata ad est di Vitória nell'oceano Atlantico meridionale.
Il punto più elevato è raggiunto dal Pico da Bandeira.

### Fiumi e laghi
Il fiume più importante dello Stato è il Doce. Altri fiumi di rilevanza sono il fiume Santa Maria e il fiume Jucu. Uno dei più importanti laghi della regione è il Juparanã.

### Clima
Il clima della zona costiera è di tipo tropicale con inverni asciutti ed estati piovose. A nord del fiume Doce il clima è generalmente più secco e caldo. Nella regione montuosa del sud e del sud-ovest dello Stato il clima tropicale è fortemente influenzato dall'altitudine e le temperature sono tendenzialmente più fredde.

## Società

### Evoluzione demografica
Lo Stato venne colonizzato sul finire dell'Ottocento fino ai primi decenni del Novecento da immigrati provenienti principalmente dall'Italia e dalla Germania.

#### Comunità italiane
Per quanto riguarda l'Italia la maggior parte proveniva dal Veneto (37%), dalla Lombardia (23%) e dal Trentino-Alto Adige (14%).

### Città principali

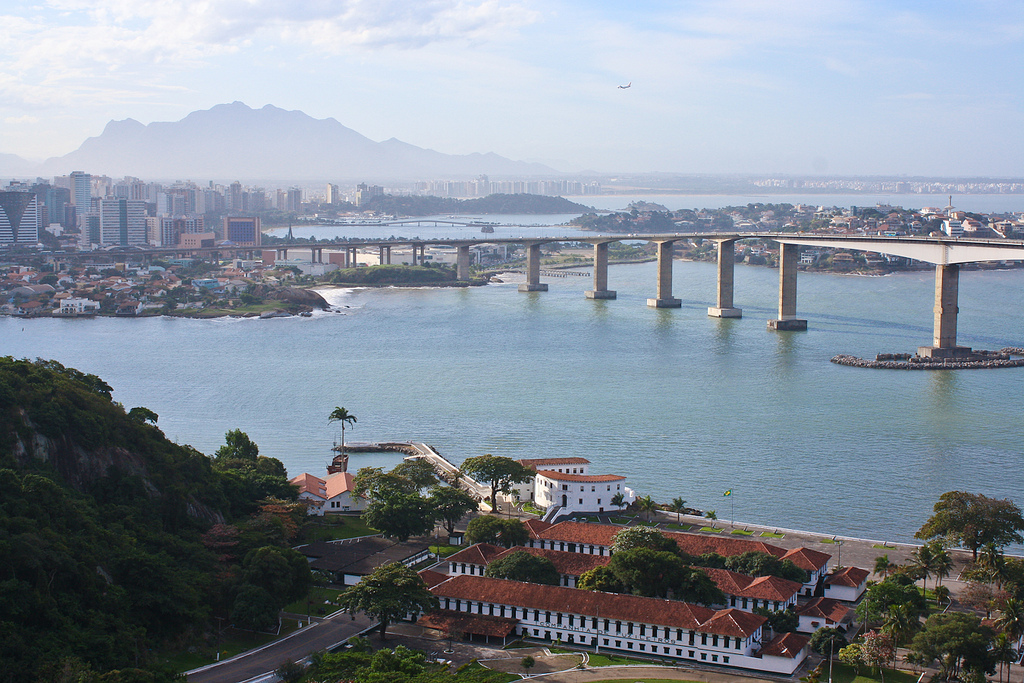
Vitória

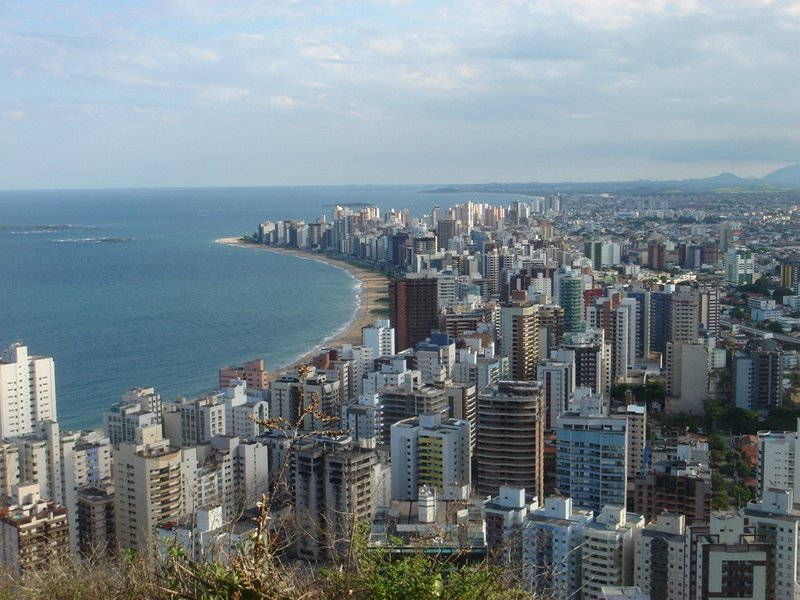
Vista della città di Vila Velha, la più popolosa dello Stato

- Vitória - Capitale
- Anchieta
- Aracruz
- Cachoeiro de Itapemirim
- Cariacica
- Castelo
- Colatina
- Domingos Martins
- Guarapari
- Ibiraçu
- Jaguaré
- João Neiva
- Linhares
- Nova Venécia
- Pancas
- Santa Teresa
- São Mateus
- Serra
- Venda Nova do Imigrante
- Vila Velha

## Economia
Il settore dei servizi incide più di ogni altro sul PIL dello Stato con il 50% circa seguito dal settore industriale (44%) e dall'agricoltura (4%). Le maggiori colture dello Stato riguardano il riso, il caffè, cacao, canna da zucchero, fagioli, frutta (principalmente banane e papaie) e mais. Anche il settore turistico svolge un ruolo primario nell'economia dell'Espirito Santo; le maggiori destinazioni turistiche sono i centri costieri di Guarapari, Jacaraípe e Manguinho.
Nella produzione agricola, spiccano caffè, canna da zucchero, papaya, banana e cocco. Produce anche manioca, arancia e fagiolo.

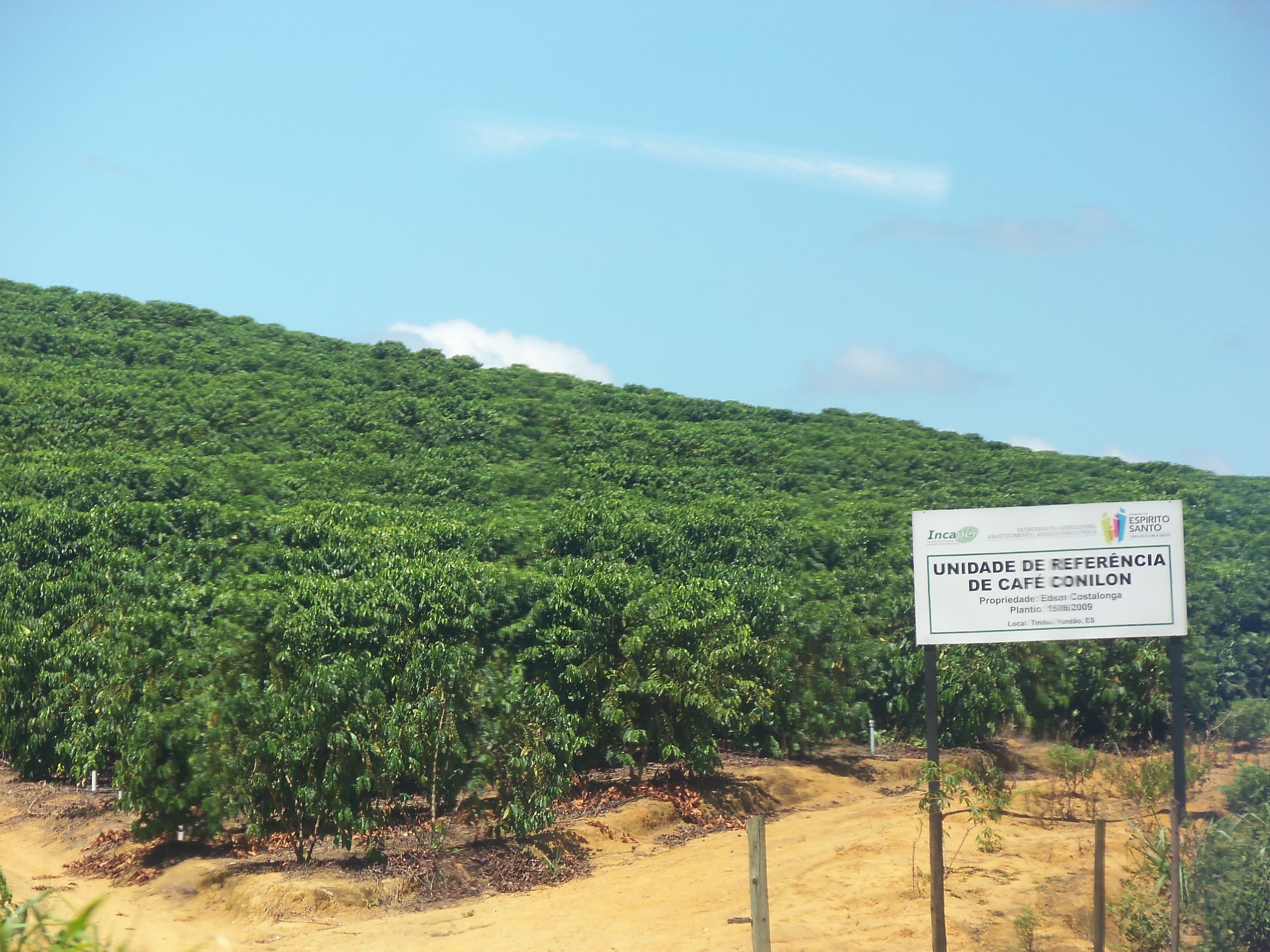
Coffea canephora in Timbuí

Nel 2020, Espírito Santo è stato il più grande produttore di Coffea canephora in Brasile, con una quota del 66,3% del totale (564,5 mila tonnellate, o 9,4 milioni di sacchi da 60 kg). Nel 2017, Minas ha rappresentato il 54,3% della produzione nazionale totale di caffè (1 ° posto), Espírito Santo il 19,7% (secondo) e San Paolo, 9,8% (terzo posto).
Il Brasile è il maggior produttore mondiale di canna da zucchero, con 672 milioni di tonnellate / anno. Nel 2020, Espírito Santo ha raccolto quasi 3 milioni di tonnellate.
Espírito Santo è stato il settimo produttore nazionale di banana nel 2018, con 408.000 tonnellate. Il Brasile era già il 2 ° più grande produttore di frutta al mondo, attualmente al 3 ° posto, perdendo solo contro India e Ecuador, e ha prodotto 6,7 milioni di tonnellate nello stesso anno.
Espírito Santo è stato il più grande produttore brasiliano di papaya nel 2018, con 354.000 tonnellate. Il Brasile ha prodotto 1,06 milioni di tonnellate nello stesso anno.
Lo stato è stato il quinto più grande produttore di cocco in Brasile nel 2009, con 157 milioni di frutti.
Nel 2018 lo stato ha prodotto anche manioca, in piccola quantità rispetto alla produzione brasiliana: 115.000 tonnellate, con il paese che ne produce 17 milioni di tonnellate.
Espírito Santo ha avuto una produzione di arancia di circa 18.000 tonnellate nel 2018, il 14 ° stato produttore del paese.
Nel nord dello stato, i bovini da carne vengono allevati e ingrassati, e lì è stata sviluppata l'industria della carne, la cui carne viene principalmente spedita a Rio de Janeiro, oltre a rifornire la regione di Vitória. Nel sud si pratica l'allevamento di latte e si vende il latte, tramite cooperative, nei mercati di Rio de Janeiro e Vitória. Più recentemente sviluppate sono la selvicoltura e la frutticoltura, con utilizzo per la frutta in scatola e per la produzione di cellulosa.
Il numero totale di polli nello stato è di circa 9,2 milioni di uccelli e quello del bestiame supera 1,8 milioni di capi. Sono presenti importanti riserve di granito e una incipiente estrazione di gas naturale e petrolio. Sabbie e marmi sono anche importanti prodotti dell'estrattivismo dell'Espírito Santo.
Il sottosuolo dello stato è ricco di minerali, compreso il petrolio. Esistono notevoli riserve di calcare, marmo, manganese, ilmenite, bauxite, zirconio, monaziti e terre rare, anche se non tutte vengono esplorate. Nell'estrazione mineraria, c'è l'esplorazione, nella zona di Cachoeiro de Itapemirim, di riserve di marmi, calcare e dolomia.
Sebbene relativamente piccolo, il parco industriale dell'Espírito Santo ospita industrie chimiche, metallurgiche, alimentari, della carta e della cellulosa.

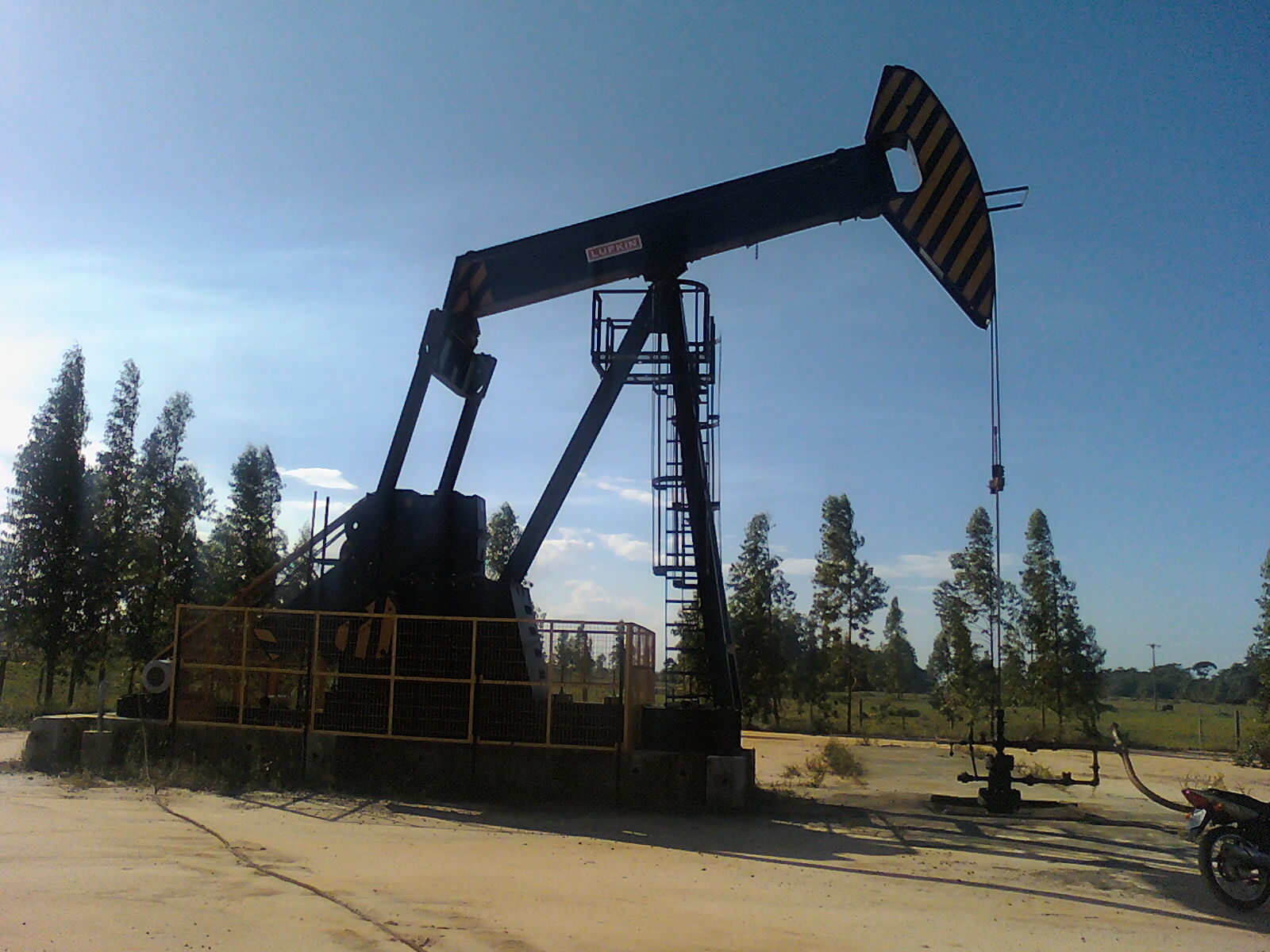
Estrazione di petrolio a São Mateus

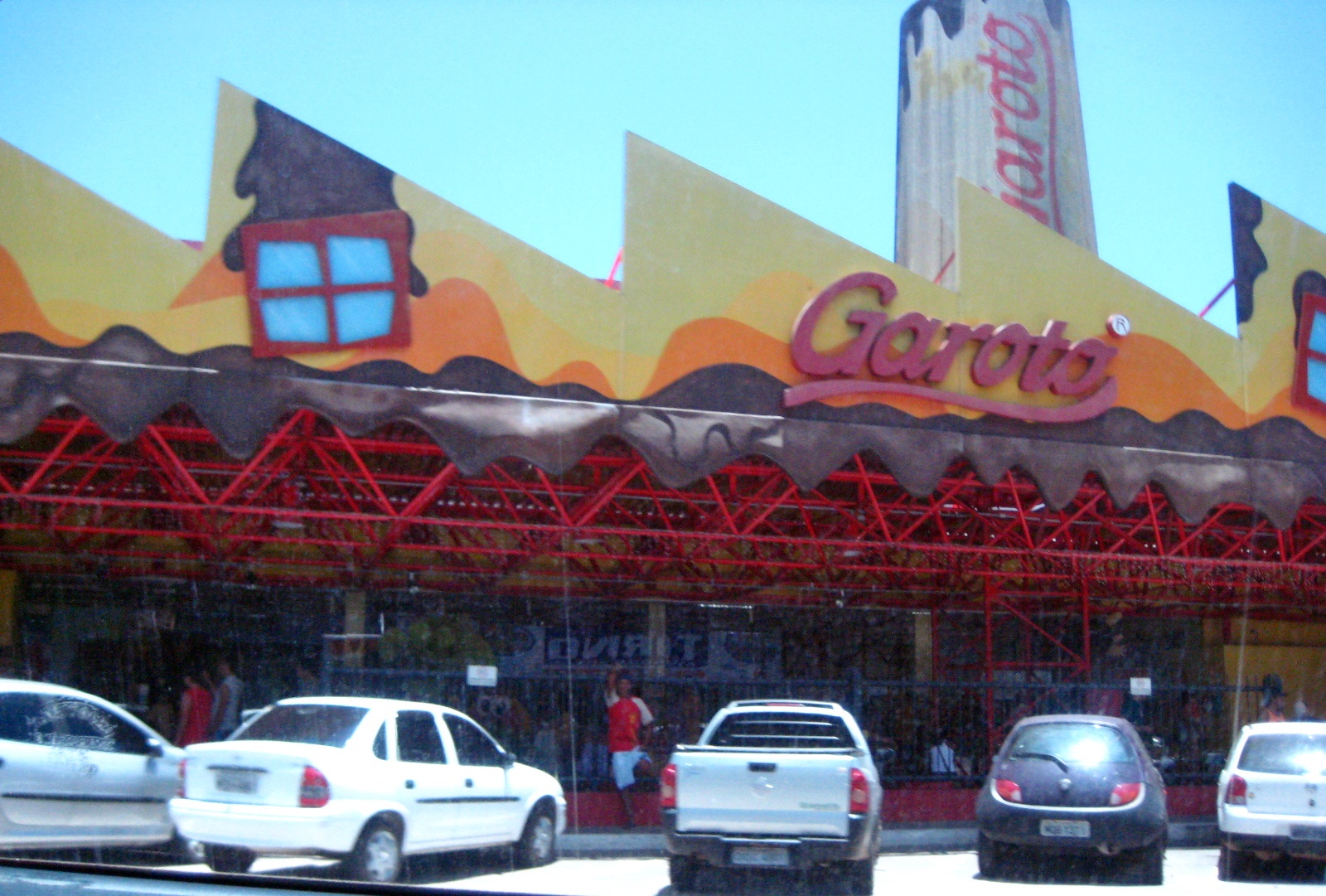
Fabbrica di cioccolato Garoto a Vila Velha

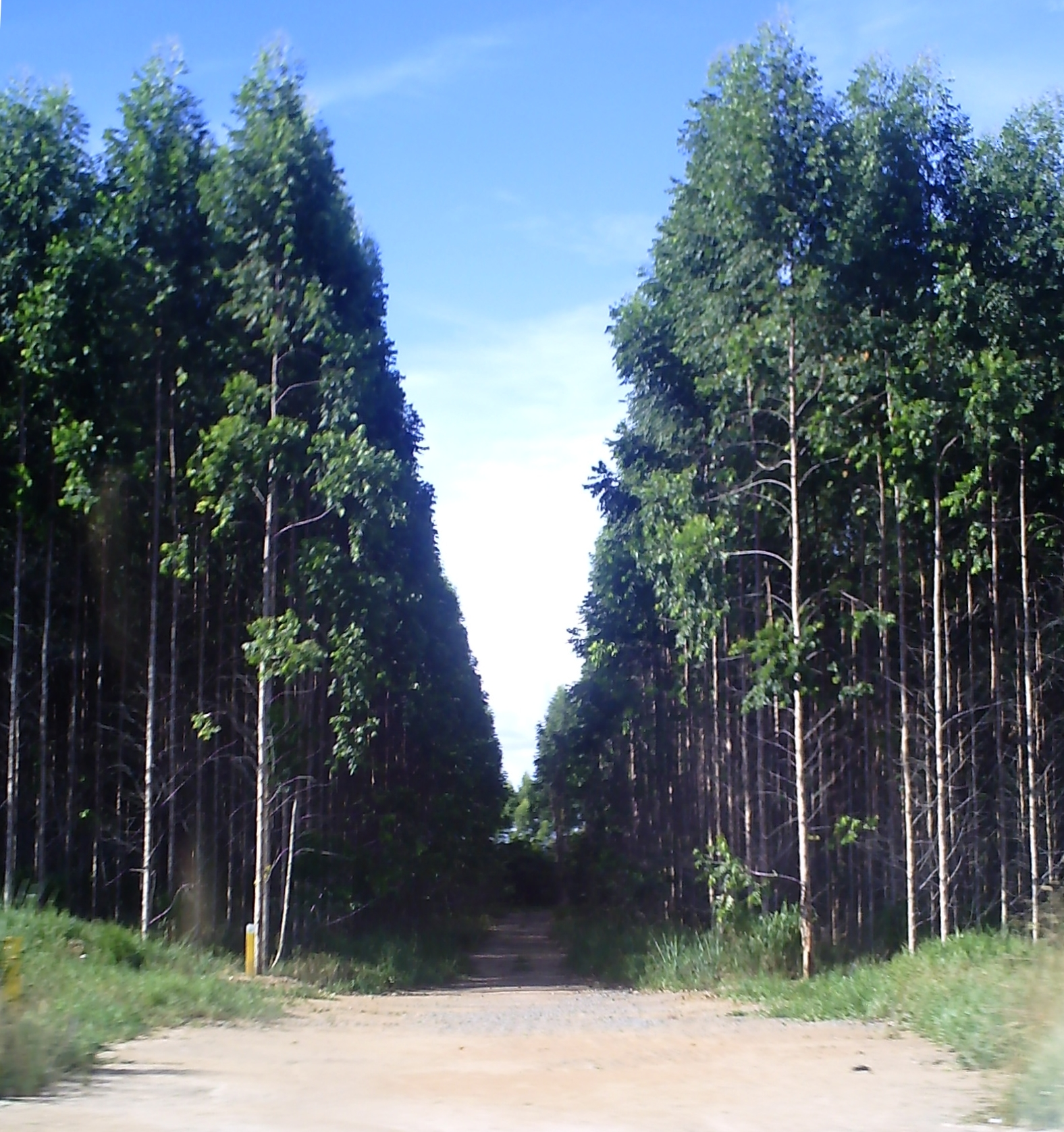
Eucalipto di Aracruz Celulose nella città di Aracruz

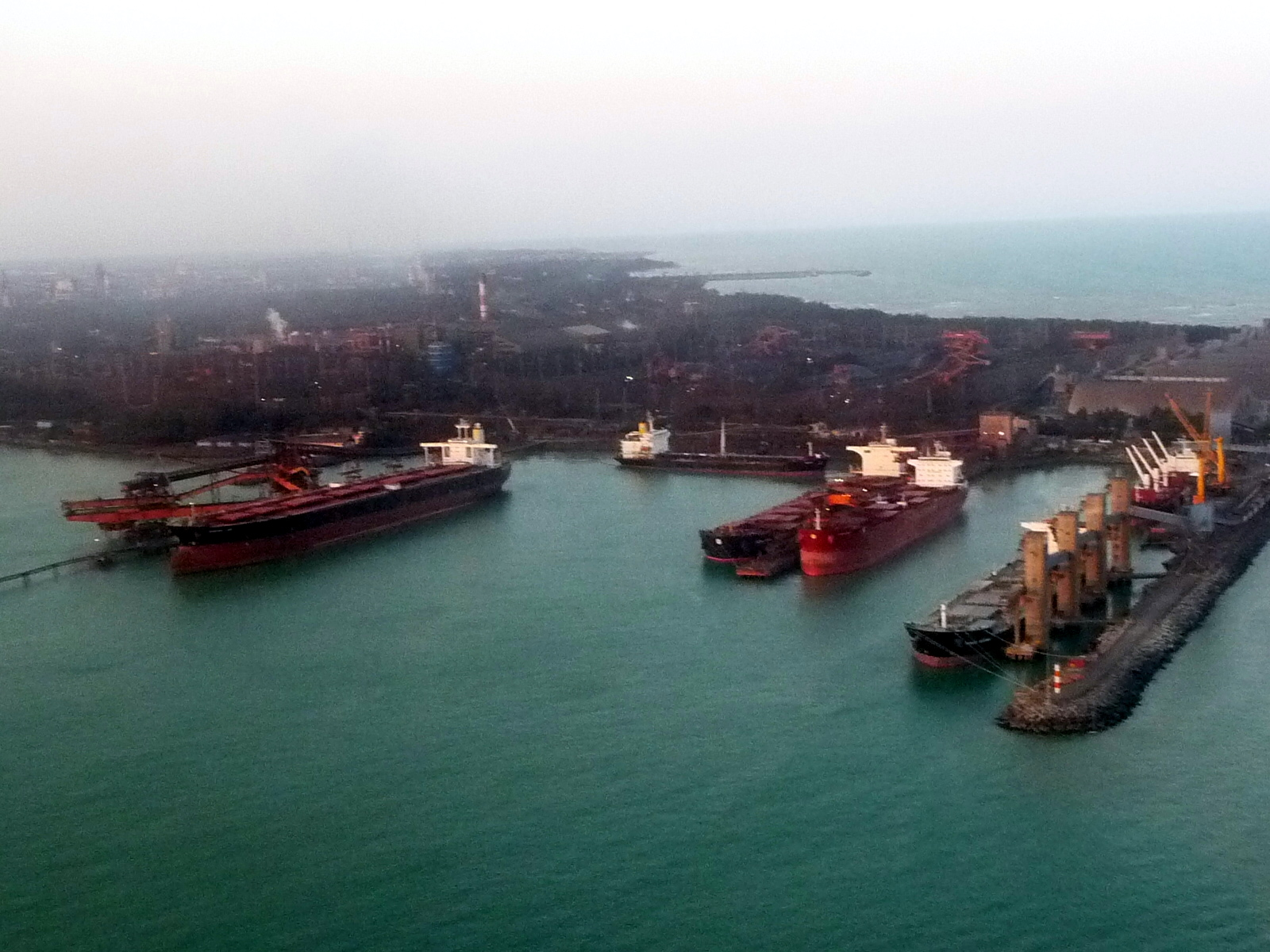
Porto di Tubarão, nella città di Vitória

Circa industria, Espírito Santo nel 2017 aveva un PIL industriale di 21,3 miliardi di R $, pari all'1,8% dell'industria nazionale. Impiega 168.357 lavoratori nel settore. I principali settori industriali sono: Estrazione di petrolio e gas naturale (23,0%), Edilizia (20,5%), Servizi industriali di pubblica utilità, come Elettricità e Acqua (12,3%), Metallurgia (7,5%) e Pasta e carta (6,6 %). Questi 5 settori concentrano il 69,9% dell'industria statale.
Nel 2012, il paniere di esportazione dell'Espírito Santo era basato su minerale di ferro (52,49%), petrolio greggio (10,87%), pasta chimica di soda o legno solfato (10,01%), pietra o costruzione (5,58%) e caffè (4,42 %). Espírito Santo esporta il ferro prodotto nel Minas Gerais.
Nel settore minerario industria estrattiva, nel 2019, Rio de Janeiro è stato il maggior produttore di petrolio e gas naturale in Brasile, con il 71% del volume totale prodotto. San Paolo arriva al 2 ° posto, con una quota dell'11,5% della produzione totale. Espírito Santo è stato il terzo stato produttore più grande, con il 9,4%. Negli ultimi anni, Espírito Santo si è distinto nella produzione di petrolio e gas naturale. Con diverse scoperte fatte, principalmente da Petrobras, lo Stato ha lasciato la quinta posizione nella classifica brasiliana delle riserve, nel 2002, per diventare una delle più grandi province petrolifere del Paese, con riserve totali di 2,5 miliardi di barili. Ci sono circa 140.000 barili al giorno. I giacimenti petroliferi si trovano sia a terra che in mare, in acque poco profonde, profonde e ultra profonde, contenenti petrolio leggero e pesante e gas non associato.
Nei centri urbani della capitale e di Cachoeiro de Itapemirim si concentrano praticamente tutte le unità principali dell'industria di trasformazione dell'Espírito Santo. Le industrie siderurgiche si trovano nella capitale Vitória: Companhia Ferro e Aço de Vitória, impianto di pellettizzazione del minerale di ferro di Companhia Vale do Rio Doce; legname, tessuti, stoviglie, caffè solubile, cioccolatini e frigoriferi. Nella valle del fiume Itapemirim si sviluppano industrie di cemento, zucchero, alcol e frutta in scatola.
Le 10 maggiori società industriali in Espírito Santo sono: Companhia Vale do Rio Doce (estrazione mineraria),  ArcelorMittal Tubarão (acciaieria), Samarco Mineração (estrazione mineraria), Aracruz Celulose, Fertilizers Heringer,  ArcelorMittal Sul Fluminense (acciaierie), Escelsa (società di distribuzione di elettricità), Chocolates Garoto (la più grande fabbrica di cioccolato in America Latina e la più importante azienda alimentare industriale del stato) e Sol Coqueria. Espírito Santo è un importante produttore di acciaio, grazie a due acciaierie presenti nel suo territorio: ArcelorMittal Tubarão (ex Companhia Siderúrgica de Tubarão), nella capitale Vitória, che, nel 2018, ha prodotto 7 milioni di tonnellate di acciaio grezzo, dei 35,4 milioni prodotti nel Paese; e ArcelorMittal Sul Fluminense (già Votorantim Siderurgia), anch'essa nella capitale, che nello stesso anno ha prodotto 1 milione di tonnellate di acciaio grezzo.
Nel settore carta e cellulosa, la produzione di cellulosa brasiliana è stata di 19,691 milioni di tonnellate nel 2019. Quest'anno il paese ha esportato 7,48 miliardi di dollari di cellulosa, 3,25 miliardi di dollari solo in Cina. Le esportazioni dell'industria forestale brasiliana ammontano a 9,7 miliardi di dollari USA (7,48 miliardi di dollari in cellulosa, 2 miliardi di dollari in carta e 265 milioni di dollari in pannelli di legno). La produzione di carta è stata di 10,535 milioni di tonnellate nel 2019. Il paese ha esportato 2,163 milioni di tonnellate. Nel 2016 l'industria della carta e della cellulosa nel Sud del Paese ha rappresentato il 33% del totale nazionale. Espírito Santo si distingue in questo settore. Nel 2018 sono stati scambiati 920 milioni di dollari per la vendita di cellulosa al mercato estero, il terzo prodotto Espírito Santo più forte nella bilancia delle esportazioni. Nel 2016, i primi cinque stati che producono tronchi per carta e cellulosa (principalmente eucalyptus) sono stati: Paraná (15,9 milioni di m³), San Paolo (14,7 milioni di m³), Bahia (13,6 milioni di m³), Mato Grosso do Sul (9,9 milioni di m³) e Minas Gerais (7,8 milioni di m³). Insieme, corrispondono al 72,7% della produzione nazionale di 85,1 milioni di m³. Espírito Santo, 9 ° posto, ha avuto una produzione di 4,1 milioni di m³. São Mateus, nel nord dell'Espírito Santo, era la città meglio posizionata nel sud-est, come il sesto più grande produttore di legno tondo per carta e cellulosa nel paese. I dieci comuni più grandi produttori avevano il 22,9% della produzione del paese. Erano le città di Telêmaco Borba (PR), Três Lagoas (MS), Caravelas (BA), Mucuri (BA), Ortigueira (PR), São Mateus (ES), Dom Eliseu (PR), Nova Viçosa (BA), Acqua Clara (MS) e Ribas do Rio Pardo (MS).
Il settore terziario è sottosviluppato in tutto lo stato. Tuttavia, l'attività commerciale acquisisce una certa importanza con le esportazioni di minerale di ferro dal Minas Gerais, attraverso la ferrovia Vitória a Minas e viene spedito nei porti di Atalaia e Ponta do Tubarão. D'altra parte, il collegamento di Cachoeiro de Itapemirim alla città di Rio de Janeiro, tramite autostrada asfaltata, ha permesso l'incorporazione della regione nel bacino del latte di Rio de Janeiro e ha facilitato l'esportazione di prodotti agricoli, come caffè, mais, manioca, riso e verdure.
L'attività turistica dello stato si concentra sulla costa, dove si trovano bellissime spiagge, come Itaúnas e Guarapari. La vetta di Bandeira, la terza più alta del paese, è un'altra popolare destinazione turistica. Ultimamente ha preso piede un nuovo tipo di turismo: quello gastronomico, in cui si apprezza la cucina tipica di Capixaba, erede di culture diverse.